# 阿布-贝克尔·尤尼斯·贾卜尔
阿布-贝克尔·尤尼斯·贾卜尔少将（阿拉伯语：أبو بكر يونس جابر，1940年—2011年10月20日）生于利比亚东部的贾卢，是穆阿迈尔·卡扎菲当政时期的国防部长。他的出生年份是有分歧的，联合国称他生于1952年，法兰克福汇报称他生于1940年。他在班加西军事学院接受教育。他参加了1969年9月1日的政变，是卡扎菲的开国功臣。他1970年以来是利比亚军队的负责人，是由卡扎菲领导的革命指挥委员会的12个陆军官员之一。2011年6月13日，他出现在利比亚国家电视台的镜头中，据称他是去慰问前线的士兵。2011年10月20日在苏尔特被打死。